# 普伊庫圖尼山
13°40′50″S 70°43′26″W / 13.68056°S 70.72389°W
普伊庫圖尼山（Puicutuni），是秘魯的山峰，位於該國東南部庫斯科大區和普諾大區，由馬爾卡帕塔區和奧利亞切阿區負責管轄，屬於韋爾卡努塔山脈的一部分，海拔高度約4,900米。